# Helge Løvland
Helge Andreas Løvland (11. května 1890, Froland – 26. dubna 1984, Oslo) byl norský atlet, olympijský vítěz v desetiboji.
Na olympiádě v Antverpách v roce 1920 zvítězil v desetiboji, mezi pětibojaři obsadil páté místo. Rok předtím, v roce 1919, vytvořil světový rekord v destiboji 7786,92 bodu. Celkem jedenáctkrát získal titul mistra Norska (pětkrát v běhu na 110 metrů překážek, dvakrát v pětiboji a desetiboji a jednou ve skoku do dálky a v hodu diskem).